# Basardilla
Basardilla is een gemeente in de Spaanse provincie Segovia in de regio Castilië en León met een oppervlakte van 19,02 km². Basardilla telt 143 inwoners (1 januari 2016).

## Demografische ontwikkeling
Bron: INE, 1857-2011: volkstellingen